# Iufni
Iufni (cũng là Jewefni) là một vị pharaon Ai Cập thuộc vương triều thứ 13 trong Thời kỳ Chuyển tiếp thứ Hai. Theo các nhà Ai Cập học Kim Ryholt và Darrell Baker thì ông là vị vua thứ 7 của vương triều này, trong khi Jürgen von Beckerath và Detlef Franke lại coi ông là vị vua thứ 6. Iufni đã trị vì từ Memphis trong một thời gian rất ngắn vào khoảng năm 1788 TCN hoặc 1741 TCN.

## Chứng thực
Iufni chỉ được biết đến từ cuộn giấy cói Turin, một bản danh sách vua được biên soạn khoảng 500 năm sau triều đại của Iufni, trong giai đoạn đầu thời đại Ramesses. Theo như lần phục dựng mới gần đây nhất của Ryholt đối với cuộn giấy cói Turin, tên của ông được ghi lại ở cột thứ 7 hàng thứ 9 của văn kiện trên (tương ứng với cột thứ 6 hàng thứ 9 theo cách giải thích cuộn giấy cói này của Alan H. Gardiner và von Beckerath).

## Gia đình
Ryholt lưu ý rằng hai vị tiên vương của Iufni là Ameny Qemau và Hotepibre Qemau Siharnedjheritef cũng như vị vua kế vị của ông là Seankhibre Ameny Antef Amenemhet VI đều mang tên nomen dòng dõi— đó là những tên gọi kết nối họ với người cha của mình. Bởi vì những tên nomen như vậy chỉ được sử dụng bởi các pharaon khi cha của họ cũng là pharaon và vì Iufni đã trị vì giữa họ, cho nên Ryholt lập luận rằng Iufni phải là một thành viên của gia tộc bao gồm Sekhemkare Amenmhat V, Ameny Qemau, Siharnedjheritef và Amenemhat VI. Dựa vào triều đại ngắn ngủi của Iufni, Ryholt đề xuất rằng ông có thể là một người em trai của Siharnedjheritef hoặc đơn giản là một người cháu nội của Amenemhat V.